# Dionysos Hope
Pour les articles homonymes, voir Hope.

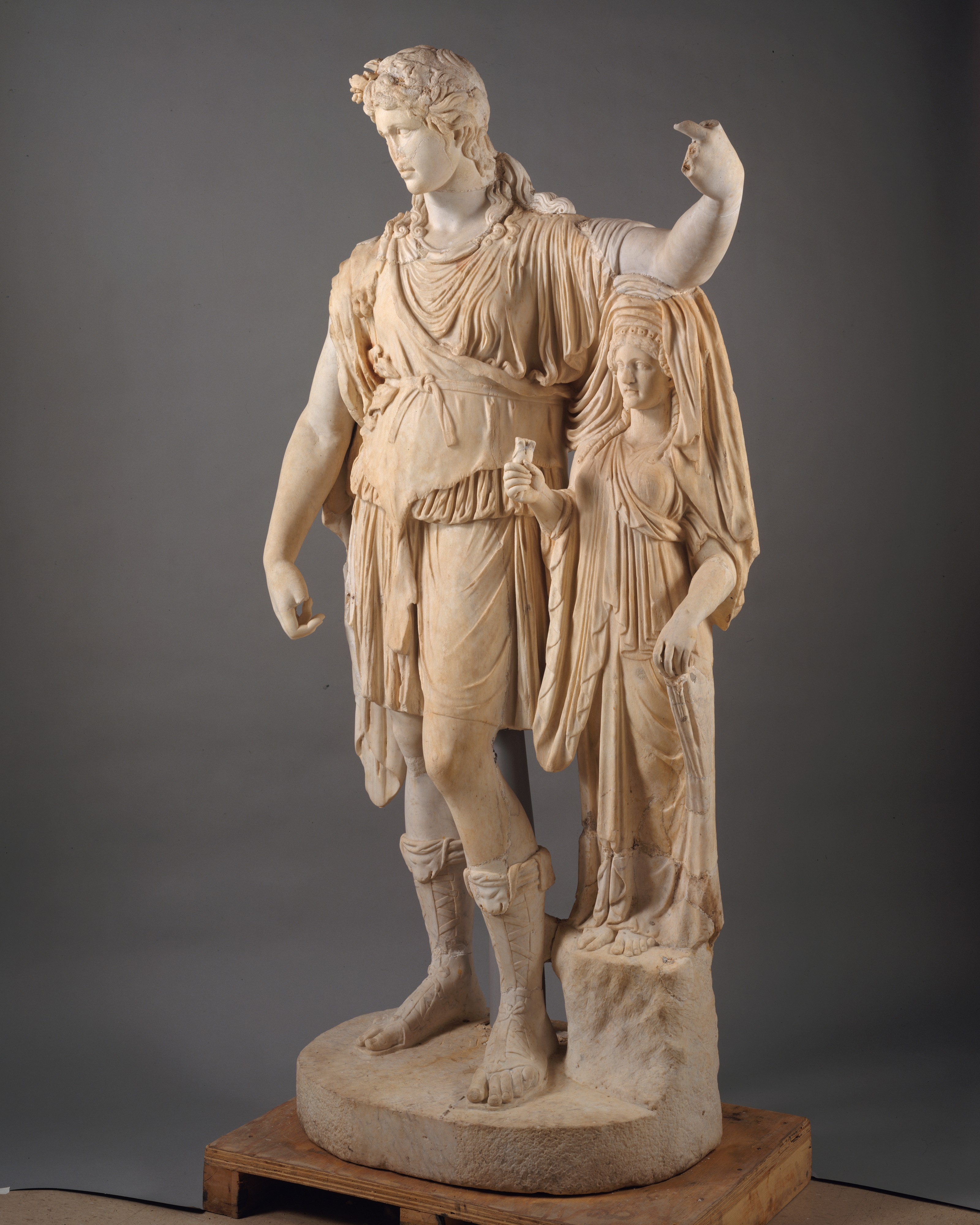
Une autre vue

Le Dionysos Hope est une statue en marbre représentant Dionysos, le dieu grec du vin, portant une peau de panthère (la pardalide) par-dessus son vêtement (chiton court) et sous son manteau (himation). Il tend son bras gauche (restauré) au-dessus d'une petite figure féminine sur laquelle il prend appui et qui a été interprétée comme une possible représentation de la déesse de l'espoir, Spes, ou d'une statue peut-être de type pilier hermaïque.
Cette statue, de 2,10 mètres de haut, d'époque romaine (27 av. J.-C. et 68 apr. J.-C.) et restaurée par Vincenzo Pacetti, est inspirée d'un modèle grec.

## Historique
Elle a appartenu autrefois au collectionneur d'antiquités britannique du XVIIIe siècle Thomas Hope (d'où son nom), puis à un descendant de Benjamin Franklin avant d'être acquise par le Metropolitan Museum of Art de New York en 1990 (inv. 1990.247. Gift of The Frederick W. Richmond Foundation, Judy and Michael Steinhardt, and Mr. and Mrs. A. Alfred Taubman, 1990).